# Jack Wilshere
Jack Andrew Garry Wilshere (Stevenage, Engleska, 1. siječnja 1992.) bivši je engleski nogometaš koji je igrao na poziciji veznog igrača. 

## Rana karijera

### Arsenal

#### Mladež
Jack je počeo svoje prve nogometne korake u Luton Townu. Na turniru u Nizozemskoj otkrili su ga skauti Arsenala i odlučili dovesti u klub. Priključio se Arsenalovoj akademiji u kolovozu 2001. sa samo 9 godina.
Kapetan Arsenalove U-16 momčadi postaje 2006. godine. U ljeto 2007. sudjelovao je u Ligi prvaka za mlađe uzraste (eng. Champions Youth Cup). Zabio je prvi gol u pobjedi Arsenala od 4:1 nad Aston Villom i hat-trick protiv Watforda.
U veljači 2008. Jack je debitirao za rezervnu momčad Arsenala protiv Readinga i zabio jedini gol u utakmici. Na domaćem terenu debitirao je protiv Derby Countyja s klupe i asistirao za pogodak. Zabio je i protiv West Ham Uniteda te asistirao za drugi pogodak.

#### Prva momčad
U srpnju 2008. Jack je izabran za prijateljske utakmice Arsenala uoči nove sezone. Debitirao je protiv Barneta kao zamjena u poluvremenu za Henryja Lansburya i asistirao je Jayu Simpsonu za gol. U pobjedi od 10:2 nad Burgenlandom XI Jack je zabio dva pogotka, da bi dva dana poslije u prijateljskoj utakmici protiv VfB Stuttgarta dao gol Jensu Lehmannu u pobjedi Arsenala od 3:1.
Debitantski nastup na domaćem terenu Jack je dočekao protiv Juventusa s brojem 55. Sljedećeg dana nastupio je protiv Real Madrida kao zamjena Samiru Nasriju.
Nakon tih utakmica Wenger je dao Jacku mjesto u Arsenalovoj prvoj momčadi za sezonu 2008./09. i dobio je broj 19. U Premiershipu debitirao je protiv Blackburn Roversa kao zamjena za Robina van Persieja u 84. minuti utakmice. Sa 16 godina i 256 dana postao je najmlađi debitant u povijesti Premiershipa.
10 dana poslije, Jack je zabio debitantski pogodak u ligi u pobjedi nad Sheffield Unitedom od 6:0. U Carling kupu Jack je igrao protiv Wigana i asistirao za pogodak te je proglašen igračem utakmice.

### Bournemouth
U kolovozu 2016. godine je Wilshere poslan na posudbu u Bournemouth.

## Reprezentacija
Prošao je kroz nekoliko mladih selekcija engleske reprezentacije. Engleski nogometni izbornik objavio je u svibnju 2016. popis za nastup na Europsko prvenstvo u Francuskoj, na kojem je se nalazio Wilshere. Wilshere je u grupnoj fazi natjecanja igrao protiv Rusije i Slovačke. S porazom protiv Islanda, Engleska se nije uspjela plasirati u četvrtfinale Europskog prvenstva.

## Privatni život
Wilsherovoj djevojci stigle su prijetnje od Jackovih fanova jer, kako navode novinari, nije dovoljno dobra za njega.

## Vanjske poveznice
- Profil na Transfermarktu
- Profil na Soccerwayu